# Поллок, Дэниел
Дэ́ниел По́ллок (англ. Daniel Pollock; 1969—1992) — австралийский актер, наиболее известен ролью Дэйви в фильме «Бритоголовые».

## Биография
- Учился в Суинбурнском технологическом университете в Мельбурне (Хоуторн).
- Снялся также в фильмах: «Любовник» (1989), «Парни с острова» (1989), «Nirvana Street Murder» (1990), «Смерть в Брунсвике» (1991), «Доказательство» (1991).
- Незадолго до премьеры фильма «Бритоголовые» Поллок, будучи под воздействием героина[источник не указан 4202 дня], покончил жизнь самоубийством, бросившись под поезд.
- Поллок был номинирован на лучшего актёра в 1992 году на награду AFI.

## Память
- Расселл Кроу, его партнёр по фильму «Бритоголовые», со своей группой «Thirty Odd Foot of Grunts» написал песню «Ночь, когда Дэйви сбил поезд» после самоубийства Дэниела.